# Eumorphus sybarita consobrinus
Eumorphus sybarita consobrinus es una subespecie de coleóptero de la familia Endomychidae.

## Distribución geográfica
Habita en Java.